# Manuel de Araújo Porto-Alegre

L'arme del barone di Santo Ângelo

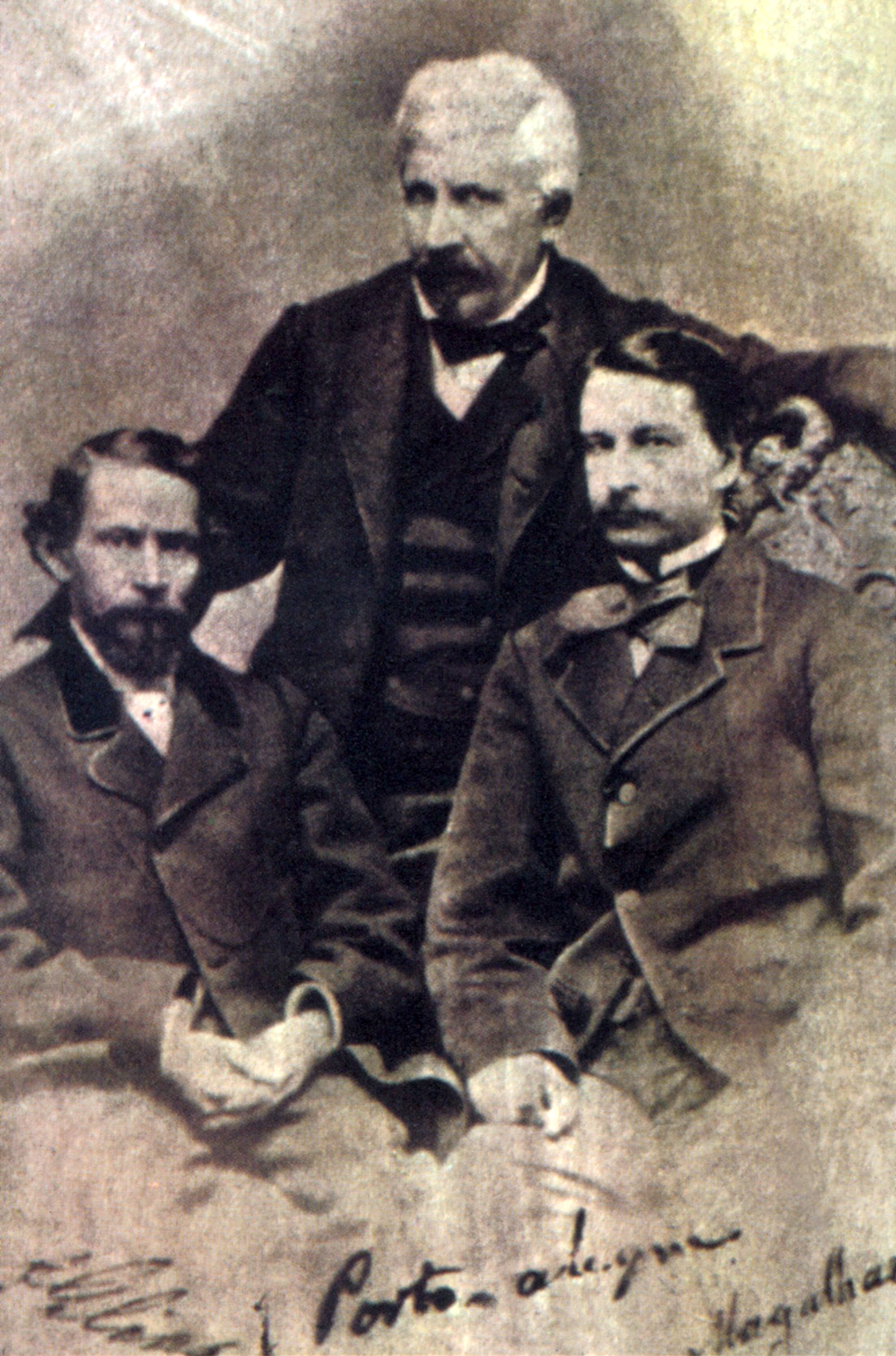
Tre celebri scrittori brasiliani del XIX secolo. Da sinistra a destra: Gonçalves Dias, Manuel de Araújo Porto-Alegre e Gonçalves de Magalhães (1858).

Manuel José de Araújo Porto-Alegre barone di Santo Ângelo, noto anche con lo pseudonimo di Tibúrcio do Amarante (Rio Pardo, 29 novembre 1806 – Lisbona, 30 dicembre 1879), è stato uno scrittore romantico, politico e giornalista (fondatore di varie riviste, fra cui Nitheroy, revista brasiliense, divulgatrice del genere letterario romantico e Lanterna Mágica, pubblicazione di satira politica), pittore, caricaturista, architetto e diplomatico..

## Biografia
Figlio di Francisco José de Araújo e di Francisca Antônia Viana. Il suo nome di battesimo era Manuel José de Araújo, modificato in Pitangueira secondo la moda nativista che accompagnò l'Indipendenza del Brasile, successivamente adottò la forma definitiva Manuel de Araújo Porto-Alegre Cominciò a lavorare come orefice, attività in cui presto si distingue per il suo raffinato gusto artistico.
Porto-Alegre studiò pittura inizialmente con il francese François Thér e con gli scenografi Manuel José Gentil e João de Deus. Si trasferì a Rio de Janeiro nel gennaio del 1827, per iscriversi all'Escola Militar do Rio de Janeiro. Ma poiché la scuola era chiusa per le vacanze estive, già in possesso di nozioni di pittura e disegno, si iscrisse invece all'Academia Imperial de Belas Artes, nella quale fu allievo di Jean-Baptiste Debret.
Il 25 luglio 1831, grazie a un sussidio di Evaristo da Veiga, Porto-Alegre compì un viaggio a Parigi, in compagnia del suo maestre e amico Debret, che lasciava definitivamente il Brasile. In Europa, studiò all'École des beaux-arts di Parigi e viaggiò in Italia, ove studiò con l'archeologo Antonio Nibby. Fu anche in Inghilterra, nei Paesi Bassi e in Belgio con il poeta Gonçalves de Magalhães. Tornò a Rio de Janeiro nel maggio del 1837 e vi intraprese varie attività: professore di disegno, poeta e, anche critico e storico dell'arte, per cui è considerato pioniere della disciplina in Brasile.
Nel 1840 fu nominato pittore della Câmara Imperial e fu responsabile delle opere di decorazione per la cerimonia di incoronazione dell'imperatore Pietro II e per il suo matrimonio con Teresa Cristina di Borbone-Due Sicilie. Come architetto eseguì diversi progetti a Rio de Janeiro, fra i quali sono notevoli le opere al Paço Imperial, il piano architettonico dell'antica sede del Banco do Brasil, dell'Escola de Medicina e dell'edificio della Dogana.
Manuel de Araújo Porto-Alegre fu vereador di Rio de Janeiro, membro dell'Instituto Histórico e Geográfico Brasileiro, e fu nominato direttore dell'Imperial Academia de Belas Artes nel 1854, incarico che mantenne fino al 1857. Come direttore dell'Accademia promosse l'ampliamento degli edifici, annettendo il Conservatorio musicale e la Pinacoteca e inoltre stabilì una serie di riforme nel piano di studi e nei metodi didattici.
Nel 1857 iniziò la sua carriera diplomatica, inizialmente in Prussia, a Berlino, e in seguito a Dresda (1860) e a Lisbona, ove arrivò nel 1866 per rimanervi fino alla morte. A Lisbona ricevette o Pietro II, di ritorno da un viaggio attorno al mondo.
Nel 1865, esercitando le sue funzioni diplomatiche a Dresda, Porto-Alegre scrisse una lettera all'amico Joaquim Manuel de Macedo, che era professore dei figli della principessa Isabella di Braganza, nella quale si dichiara spiritista e parla delle sue psicografie, rivelando che la principessa Isabella, cattolica, gli domandò "chi è il mio spirito protettore?". La lettera è conservata nell'Archivio nazionale di Rio de Janeiro
Nel 1874, Pietro II conferì a Porto-Alegre il titolo nobiliare di barone di Santo Ângelo. L'arme è identico a quello della famiglia portoghese Araújo, dalla quale Porto-Alegre discendeva. Tutti i discendenti del barone di Santo Ângelo non utilizzarono più il cognome Araújo, ma adottarono il cognome Porto-Alegre.
I suoi resti mortali furono traslati in Brasile nel 1922. Patrono del seggio 32 dell'Academia Brasileira de Letras, ad Araújo Porto-Alegre è dedicata una via di Rio de Janeiro.

## Attività artistica e letteraria
Porto-Alegre fu il primo artista a pubblicare una caricatura in Brasile, nel 1837. Fra il 1837 e il 1839, di ritorno dall'Europa, Manuel de Araújo Porto-Alegre realizzò una serie di litografie satiriche che erano vendute singolarmente nelle vie di Rio de Janeiro. La prima, intitolata A campainha e o cujo, fu messa in circolazione il 14 dicembre 1837, venduta por 160 réis, ma non era firmata (e la sua paternità sarà riconosciuta solo più tardi) e rappresenta Justiniano José da Rocha, direttore del giornale Correio Oficial, legato al governo, mentre riceveva un sacco di monete.
Nello stesso anno, l'artista scrisse per il teatro un Prólogo dramático, e può quindi essere considerato, senza un grande margine di errore, il primo drammaturgo brasiliano, giacché sia il barocco sia l'arcadismo, nonché la fase iniziale dello stesso Romanticismo, si erano espressi soprattutto attraverso la poesia. Aiutò Gonçalves de Magalhães nella fondazione di Nitheroy, revista brasiliense, nel 1836, e diede vita con Joaquim Manuel de Macedo e Gonçalves Dias alla rivista Guanabara, nel 1849, in cui trovarono spazio i primi gruppi di romantici brasiliani.
Porto-Alegre lanciò anche, nel 1844, la rivista Lanterna Mágica, la prima pubblicazione di satira politica della stampa brasiliana: fu pubblicata per undici annate, includendo caricature, che così cessarono di essere vendute separatamente. La pubblicazione, che aveva il sottotitolo Periódico plástico-filosófico, presentava due personaggi che criticavano le situazioni del momento, Laverno e Belchior, a somiglianza dei tipi Robert Macaire e Bertrand, creati dal caricaturista francese Honoré Daumier e aveva in Rafael Mendes de Carvalho il suo principale disegnatore.
Fra le sue altre opere si ricordano Colombo, Brazilianas (scritta con lo pseudonimo di Tibúrcio do Amarante) e la Estátua Amazônica.

## Opere

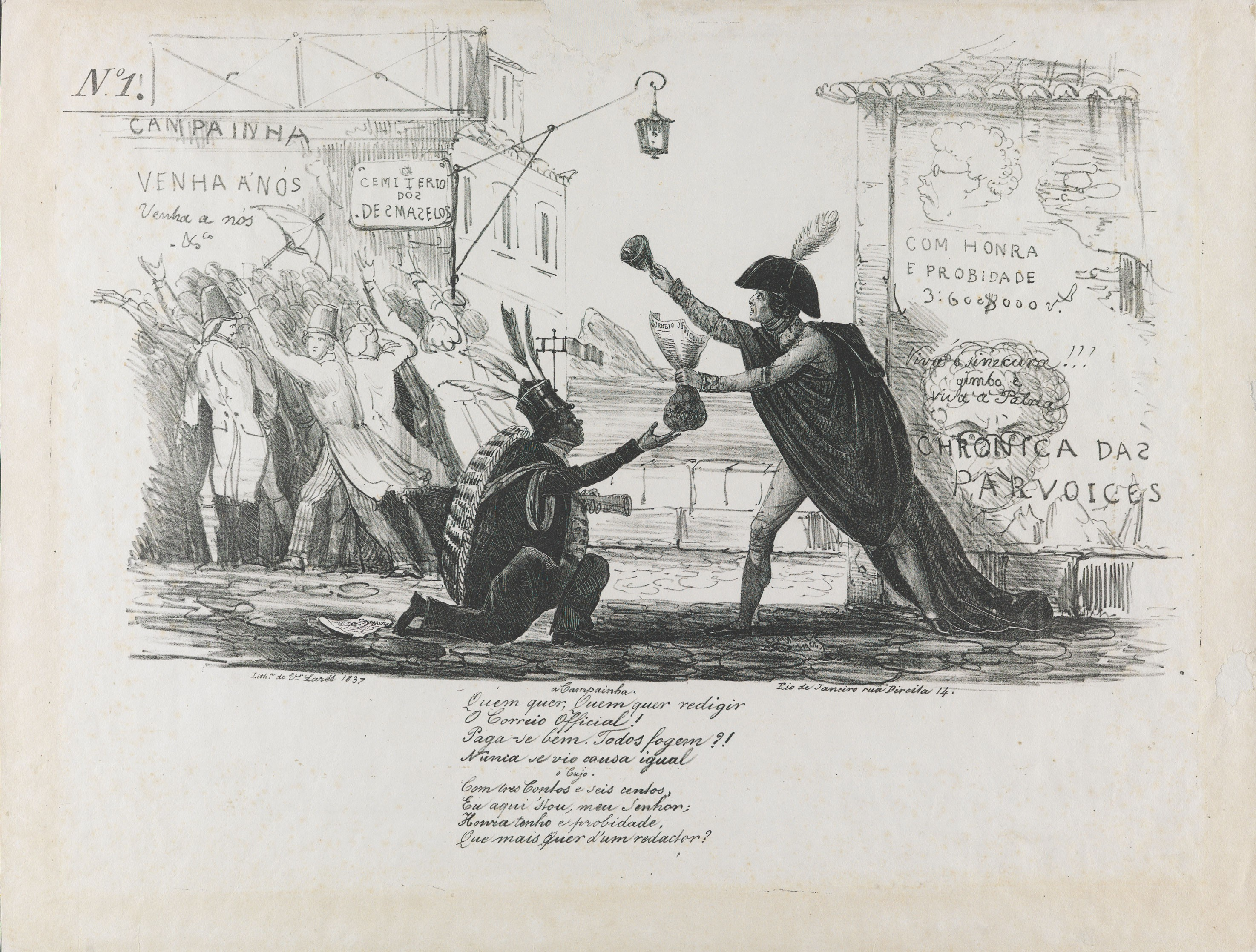
La prima caricatura del Brasile.
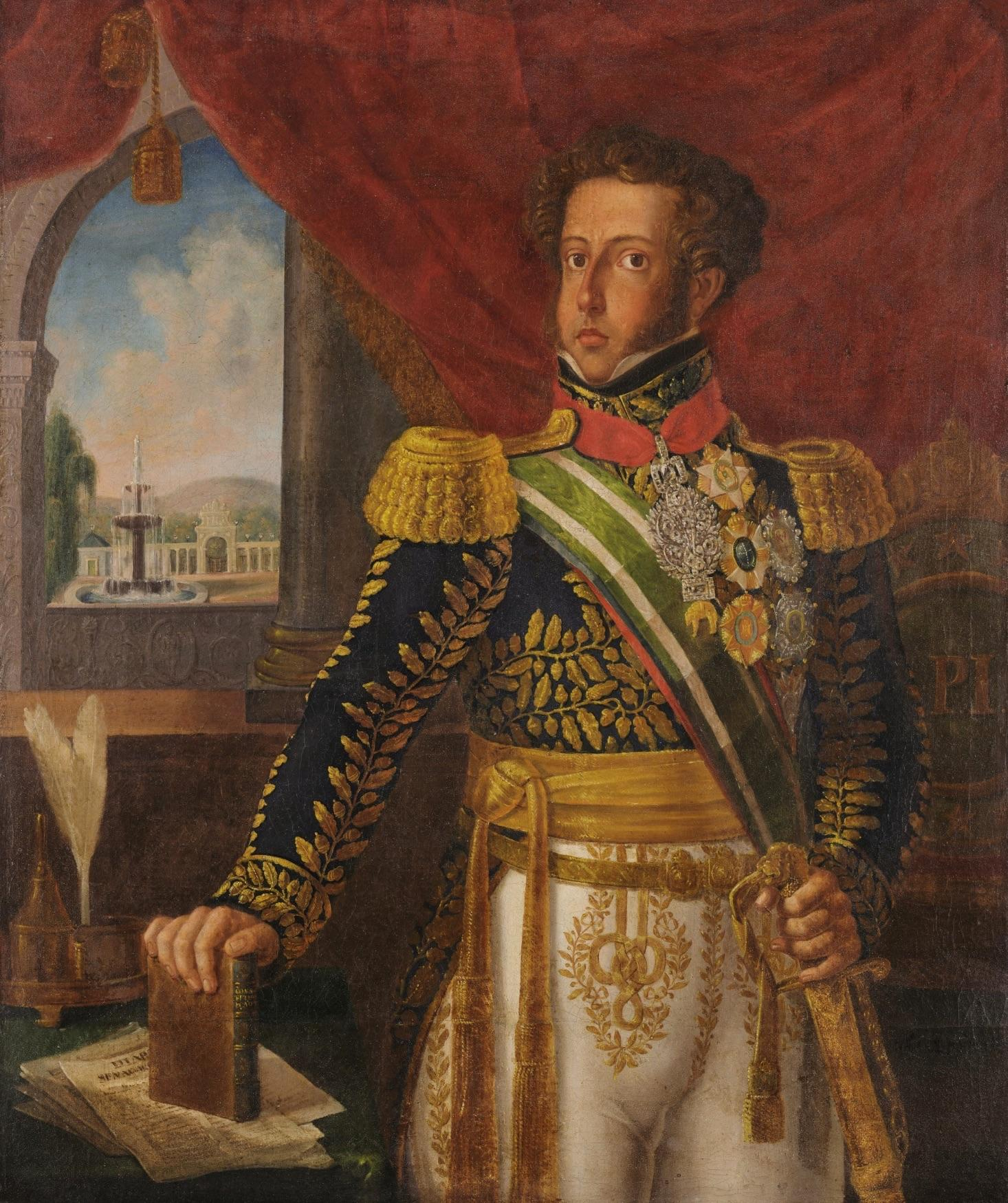
Dom Pedro I, olio, Museu Histórico Nacional
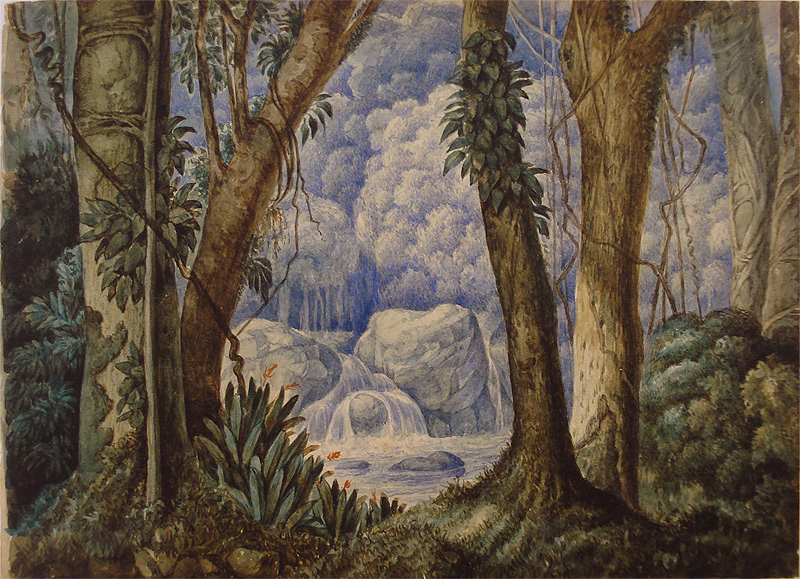
Selva brasileira, acquarello, Museo Júlio de Castilhos
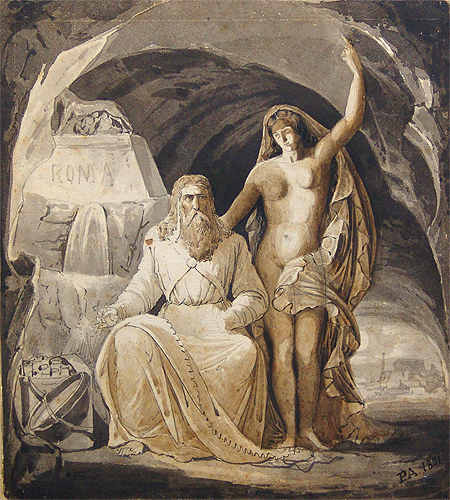
Estudo para painel decorativo, 1851, Museu de Arte do Rio Grande do Sul Ado Malagoli
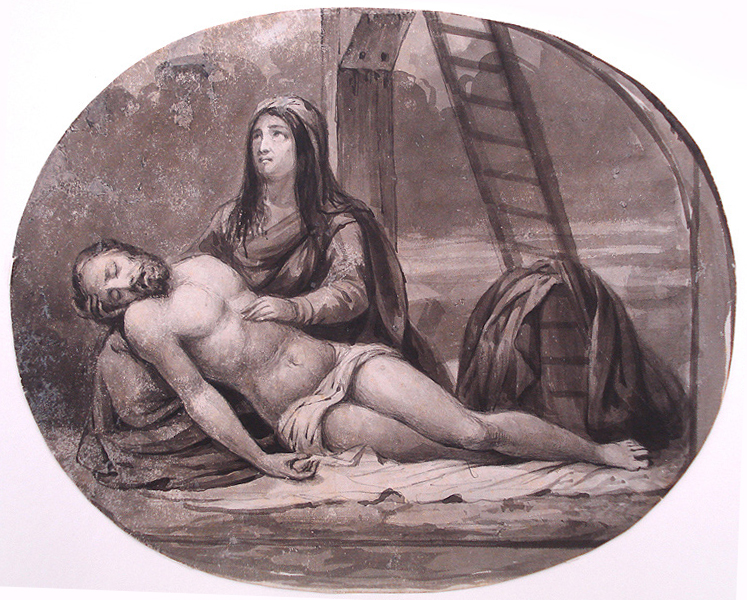
Pietà, tempera, Museo Júlio de Castilhos